# Lila, Lila (Film)
Lila, Lila ist eine Verfilmung des gleichnamigen Romans von Martin Suter aus dem Jahr 2009. Regie führte Alain Gsponer, die Hauptrollen spielen Daniel Brühl, Hannah Herzsprung und Henry Hübchen.

## Handlung
Der schüchterne Kellner David Kern fällt niemandem auf. Eines Tages lernt er die junge Literaturstudentin Marie kennen und verliebt sich in sie. Sie weist jedoch jeden seiner Annäherungsversuche zurück, mit der Begründung, dass sie Schriftsteller mehr schätze. Auf einem Flohmarkt erwirbt David einen Nachttisch. Als er zuhause die klemmende Schublade öffnet, findet er das Manuskript eines Romans. David scannt das Manuskript mit Texterkennung ein, setzt seinen Namen als Autor ein, druckt es neu aus und bringt es Marie am nächsten Tag zum Lesen, in der Hoffnung, sie damit beeindrucken zu können.
Tatsächlich ist Marie hellauf begeistert und verliebt sich in David. Sie versucht ihn zu überreden, das Manuskript an einen Verlag zu schicken. David weigert sich. Schließlich schickt Marie das Manuskript heimlich an einen Verlag, der das Buch veröffentlichen soll. Dies geschieht auch und der Roman stürmt die Bestsellerlisten. Von einem auf den anderen Tag ist David nun ein von den Kritikern gefeierter Autor.
Bald wird David der ganze Rummel und vor allem die Presse zu viel. Zudem erscheint plötzlich ein gewisser Jacky, der sich als wahrer Autor des Romans ausgibt. David kann nichts anderes tun, als gute Miene zum bösen Spiel zu machen, denn Jacky folgt ihm auf Schritt und Tritt, will an seinem Erfolg teilhaben und plant schon einen weiteren Roman. Marie entfremdet sich immer mehr von David und verlässt ihn schließlich, da sie nicht nachvollziehen kann, warum er Jacky nicht in die Schranken weist.
Jacky will David nun helfen, Marie zurückzugewinnen, doch nach einem Streit mit David stürzt er vom Balkon und verletzt sich schwer. Im Krankenhaus versöhnt sich der mit dem Tod ringende Jacky mit David und stirbt wenig später. Beim Begräbnis reagiert Jackys Schwester erstaunt, als David erklärt, er sei ein Freund von Jacky und nicht deshalb gekommen, weil dieser ihm Geld schulde.
David schreibt ein Buch über sein angebliches Erstlingswerk und schafft es dadurch, Marie zurückzugewinnen. Seine Fans werden allerdings im Unklaren gelassen, ob diese Geschichte erfunden ist oder den Tatsachen entspricht.

## Produktion
Lila, Lila wurde vom 3. Juni bis zum 24. Juli 2008 unter anderem in Berlin, Leipzig und der Villa Rosental in Leipzig gedreht. Der Film wurde von Film1, Falcolm Media und Millbrook Pictures produziert. Falcolm Media ist gleichzeitig die Verleihfirma. Das Budget betrug 3,5 Millionen Euro.

## Kritik
„Realistisch-ironisch setzt Gsponer den filmisch geschriebenen Roman von Martin Suter um, entlarvt pseudo-intellektuelle Wortspielereien als aufgeblasenes Geplapper und die Literaturszene als Haifischbecken. Jeder schnappt sich ein Stück vom Kuchen, sonnt sich im Glanz des anderen. Man feiert sich und den schönen Schein und die Medien spielen mit. Verleger wollen literarisches Frischfleisch und Frauen Künstler und keine Kellner. Ganz wie im richtigen Leben. Henry Hübchen brilliert als heruntergekommener Herumtreiber mit herzerfrischenden One-Linern, sein Gegenpart Daniel Brühl darf den schüchternen Szene-Darling mimen, dem der Betrieb über den Kopf wächst. Die Kombination beider ist ein absoluter Glücksfall, wie auch die Verknüpfung von Tragikomik, Romanze und absurdem Theater, die Verbindung von großen Gefühlen und falschen Identitäten. Die akribische Arbeit bis zur achten Drehbuchfassung von Alexander Buresch macht sich im Resultat bemerkbar. Das unterschiedliche Ende in Buch und Film sollte bei diesem gefühls- und temporeichen Stück Kino nicht irritieren.“

„Die Besetzung könnte passender nicht sein. Dauer-Jungstar Daniel Brühl hat sich in der Rolle des unscheinbaren Burschen, der zwischen Sein und Schein herumschlittert, von Good Bye, Lenin bis Inglourious Basterds zur Perfektion getrimmt. Er war es denn auch, der zusammen mit dem Schweizer Regisseur Alain Gsponer vor vier Jahren nach Ibiza reiste, um Martin Suter von den Qualitäten des Filmprojektes zu überzeugen – mit Erfolg.“

„Der Schweizer Regisseur Alain Gsponer („Das wahre Leben“) hat aus dem Stoff, der Martin Suters Roman „Lila, Lila“ zum Bestseller gemacht hat, einen Film geschaffen, der es zum Kassenhit bringen könnte. Und das auch verdient hätte: Fern der üblichen deutschen Fernsehästhetik und mit phantastischen Hauptdarstellern (Daniel Brühl und Hannah Herzsprung) erzählt er mit bewundernswerter Lockerheit diese Geschichte von Liebe und Lüge als smarte, scharfe Satire auf den Wahnsinn des Buchmarktes, aber auch als ganz und gar unzynische und unkitschige Romanze. Ein Genuss.“

„Insgesamt ist "Lila, Lila" allerdings ein Film, wie man ihn dem deutschen Kino öfter wünscht. Er schämt sich keine Sekunde lang dafür, Unterhaltung zu sein – macht aus diesem Ziel aber auch keine verbissene Staatsaffäre. Er zuckt nicht verschreckt vor seinen Kintopp-Möglichkeiten zurück, verrät aber auch nicht seine Integrität dafür. Und vor allem wirkt er, als sei er nicht erst unter existentiellen Autorenwehen entstanden – sondern gutgelaunt, einfach mal so.“

## Auszeichnungen
2011: 29. Minneapolis/St. Paul International Film Festival „Best Narrative Feature“.